# Angelo Musi
Angelo Musi, né le 25 juillet 1918, à Philadelphie, en Pennsylvanie, décédé le 19 octobre 2009, à Bryn Mawr, en Pennsylvanie, est un joueur américain de basket-ball. Il évolue durant sa carrière au poste d'ailier. 

## Palmarès
- Champion ABL 1944
- Champion BAA 1947